# 双江口鎮
双江口鎮（そうこうこうちん）は、中華人民共和国湖南省長沙市寧郷市の鎮。鎮名は沙河と潙水河がここで合流することに由来する。

## 行政区画
- 双江口社区
- 白玉社区
- 新香社区
- 双福社区
- 檀樹湾村
- 長興村
- 楊柳橋村
- 長聯村
- 五一村
- 山園村
- 双江口村
- 双青村
- 双東村
- 高田寺村
- 左家山村
- 朱良橋村
- 新顔村
- 槎梓橋村
- 蓮花山村
- 羅巷新村
- 雲済村
- 興桂村
- 南塘村
- 檀桂村

## 歴史
1958年10月、双江口人民公社を設立。
1984年5月、双江口郷と改称。
1988年、双江口鎮に昇格。
1990年、双江口区に昇格。
1995年5月、双江口鎮と檀樹湾郷を統合して新「双江口鎮」を設立。
2006年、石頭坑村、茶亭寺村として分離独立。
2015年12月、旧制双江口鎮、朱良橋郷を母体に新制「双江口鎮」として発足。 

## 経済

### 名物・特産品
- イネ
- ブドウ
- 茶

## 地理
双江口鎮は寧郷市の北東部に位置し、北は望城区靖港鎮、高塘嶺街道と、東は望城区烏山街道、金洲鎮、歴経鋪街道と、南西は城郊街道、赫山区衡竜橋鎮と、南は寧郷経済技術開発区とそれぞれ接している。
- 河川：潙水河、長沖河
- ダム湖：草渓水庫

## 教育
- 幼稚園：双江口中心幼児園、白玉幼児園、檀樹幼児園、長塘小太陽幼児園
- 高級中学：寧郷第十一中学

## 交通

### 鉄道
- 石長線

### 道路
- 県道：寧朱線、梅双線、双青線、朱双線
- 高速道路：長常高速道路
- 省道：S209省道

## 出身有名人
- 周光召：中国科学院院士。理論物理学者。